# الدوري التونسي لكرة اليد 2000–01
الدوري التونسي لكرة اليد 2000-2001 هو الدورة 46 من الدوري التونسي لكرة اليد للرجال.
فاز بهذا الموسم النادي الإفريقي.

## روابط خارجية
- الموقع الرسمي للجامعة التونسية لكرة اليد.